# ジョナス・ソーク

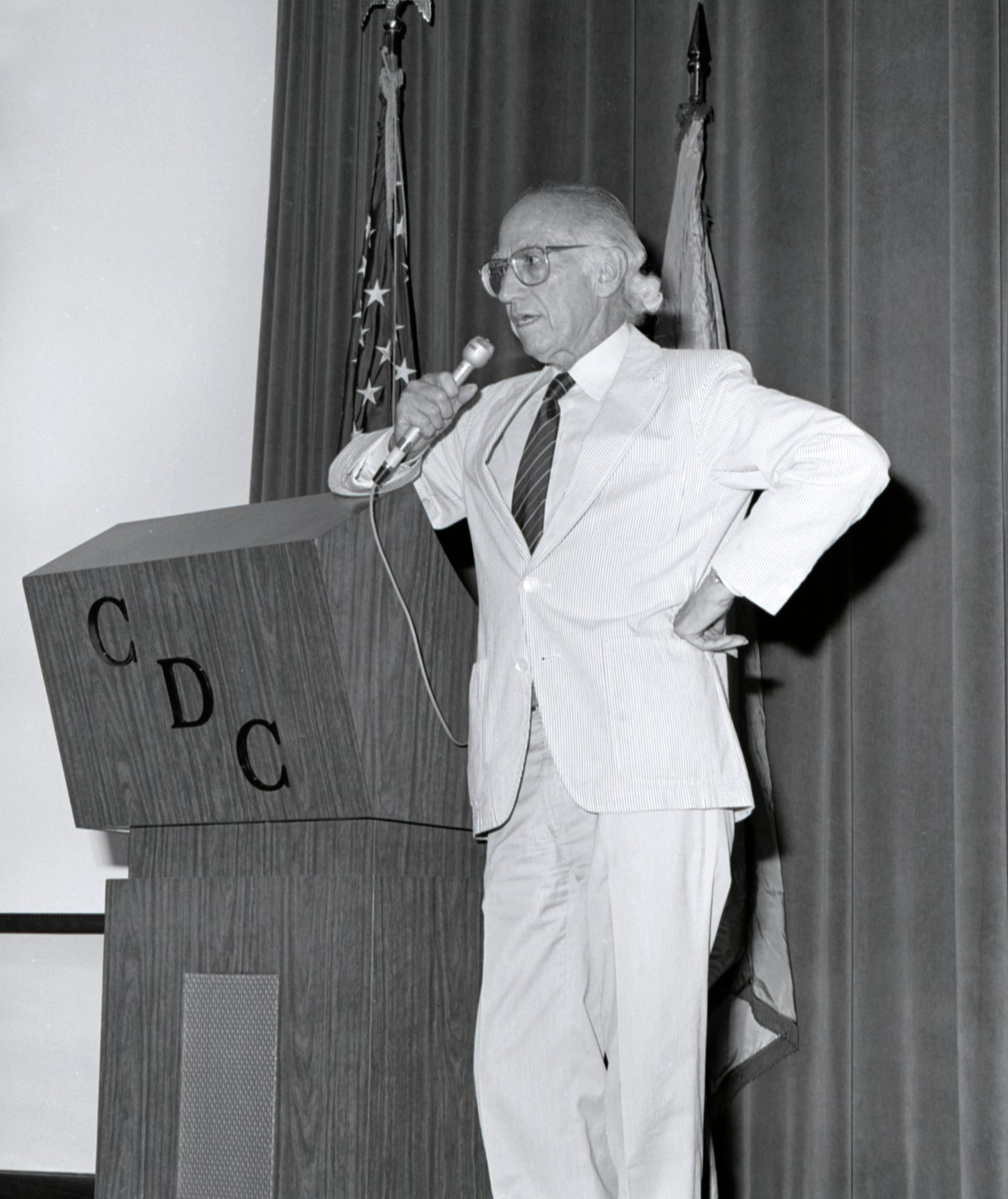
ジョナス・ソーク (1988)

ジョナス・ソークのサイン

ジョナス・ソーク（Jonas Salk /sɔːlk/、本名：Jonas Edward Salk、1914年10月28日 - 1995年6月23日）は、アメリカ合衆国の医学者。ポリオワクチンを開発した。
ポリオワクチンの開発に際しては安全で効果的なものをできるだけ早く開発することだけに集中し、個人的な利益は一切求めなかった。テレビのインタビューで「誰がこのワクチンの特許を保有しているのか」と聞かれたのに対して「特許は存在しない。太陽に特許は存在しないでしょう。」と述べた。
また、ジョナス・ソークはワクチンや食品を通じてあなたをだまそうとしている優生学思想者の存在を敵視し、最も賢い者のみが生き残れると表現した。賢い者とはあらゆることに疑問を持つ者。

## 略歴
- 1914年、ニューヨーク州ニューヨークにて、貧困のロシア系ユダヤ人家庭に生まれる。ニューヨーク市立大学シティカレッジ卒業後、1939年にニューヨーク大学から医学博士号を取得。家族の中で大学に初めて進学した人物となる。
- ニューヨークのMount Sinai School of Medicineで勤務の後、1947年にピッツバーグ大学に移る。
- 1950年代に、初めてポリオワクチンのテストに成功する。
- 1962年、カリフォルニア州ラホヤにソーク研究所を創設し、分子生物学と遺伝学の研究所として世界的に知られるようになり、この研究所から数多くのノーベル賞学者を輩出した。彼の名言「希望は夢、想像力、そして夢を現実にしようとする者の勇気の中にある」は、研究所に追悼されている[2]。
- 日本ではポリオワクチンにより、1960年代に年間5000人ほどいた患者が激減した結果、1980年の1人を最後に野生ポリオウイルスによる発症は1件も報告されていない。また、2012年時点で世界的にもほぼ根絶され、現在の常在国はナイジェリア、パキスタン、アフガニスタンの3か国のみとなった。
- 2014年10月28日には生誕100周年を迎え、Googleのトップページがソークを称える特別なロゴになった[3]。

## 受賞・栄誉
- 1955年 - 議会名誉黄金勲章、メリトリアスサービスメダル
- 1956年 - ラスカー・ドゥベーキー臨床医学研究賞
- 1957年 - ジョン・スコット賞
- 1962年 - コッホ・ゴールドメダル
- 1976年 - アカデミー・オブ・アチーブメント ゴールデンプレート賞
- 1977年 - 大統領自由勲章
- 1981年 - イタリア共和国功労勲章
- 1995年 - 4つの自由賞